# Agnetorps landskommun
Agnetorps landskommun var en tidigare kommun i dåvarande Skaraborgs län.

## Administrativ historik
Kommunen inrättades i Agnetorps socken i Vartofta härad i Västergötland när 1862 års kommunalförordningar trädde i kraft.
1895 utbröts Tidaholms köping som 1910 ombildades till Tidaholms stad.
Vid Kommunreformen 1952 uppgick kommunen i Hökensås landskommun som 1974 uppgick i Tidaholms kommun.

## Politik

### Mandatfördelning i Agnetorps landskommun 1938-1946
| 12 | 8 |

| 19 |

| 6 | 9 |

| 15 |

| 5 | 10 |

| 15 |